# 三谷怜央
三谷 怜央（みたに れお、1990年6月16日 - ）は、日本のダンスパフォーマー、モデル、俳優。大阪府出身。男性。

## 略歴
- 高校時代よりダンスを始め、地元である大阪でダンスチームを結成し、数々のショーに出演することで経験を積む。
- 2007年に結成されたヴィジョンファクトリー所属の新人タレント集団JUMPプリンスに参加。
- 2011年、第2回レコチョク・オーディションにて5000人を超える応募の中からグランプリに輝き、ダンスボーカルグループVimclipのパフォーマーとしてアーティスト活動を開始。
- 2015年5月Vimclip解散の後、「DANZEN AUDITION 2015」に参加し龍雅-Ryoga-の最初の正式メンバーとなり、リーダーを務める。
- 2017年12月をもって龍雅は活動休止[2]、個人活動に移る。
- 2018年3月Hi!SuperbのLEO役としてイベント、ライブなど活動開始
- 2019年4月19日、MAGES.に所属。

## 出演

### 舞台
- 劇団CATMINT
  - 劇団CATMINT第5回公演『The Kaidan アルプス一万尺 Final』（2014年7月30日 - 8月3日、シアターサンモール）- 大滝誠司 役[3]
  - 劇団CATMINT第6回公演『アガルタの虹』（2015年1月19日 - 2月3日、キンケロ・シアター）- ガルダ 役[4]
  - 劇団CATMINT第10回公演『アンジェラ』（2016年2月17日 - 20日、新宿村LIVE）- ボロディン 役[5]
  - 劇団CATMINT第11回公演『人魚外伝～Anecdote of Mermaid～』（2016年9月15日 - 19日、シアターサンモール）- ソーダライト 役[6]
  - 劇団CATMINT第12回公演『ほとけのいろは』（2017年1月11日 - 15日、CBGKシブゲキ!!）[7]
- 女王と呼ばれた女（2017年3月23日 - 26日、新宿村LIVE）- 桐谷二郎 役[8]
- B-PROJECT on STAGE『OVER the WAVE!』- 阿修悠太 役
  - B-PROJECT on STAGE『OVER the WAVE!』（2017年7月28日 - 8月6日、天王洲銀河劇場 / 8月16日 - 17日　Zepp DiverCity TOKYO ※ライブ公演）[9]
  - B-PROJECT on STAGE『OVER the WAVE!』REMiX（2018年2月22日 - 25日、AiiA 2.5 Theater Tokyo / 3月1日 - 3日、新神戸オリエンタル劇場）[10]
- 劇団TEAM-ODAC
  - 劇団TEAM-ODAC第26回本公演『岸和田少年愚連隊～あの頃のハートは今もある～』（2017年9月27日 - 10月1日、全労済ホール / スペース・ゼロ）- 鬼城 役[11]
  - 劇団TEAM-ODAC第27回本公演『小さな結婚式～いつか、いい風は吹く～（再演）』（2017年12月13日 - 17日、全労済ホール / スペース・ゼロ）- 岸岡進志 役[12]
- 舞台『大正浪漫探偵譚-六つのマリア像-』（2018年4月18日 - 22日、シアター1010）- 水元大西 役[13]
- 2.5次元ダンスライブ - 桜庭涼太 役
  - 2.5次元ダンスライブ「ALIVESTAGE Episode 1『Let us go singing as far as we go: the road will be less tedious. - 歌いながら歩こうよ -』」（2019年5月15日 - 19日、草月ホール）[14]
  - 2.5次元ダンスライブ「S.Q.S Episode 4『TSUKINO EMPIRE2 -Beginning of the World-』」（2019年9月26日 - 29日、舞浜アンフィシアター）[15]
  - 2.5次元ダンスライブ「ALIVESTAGE Episode 2『月花神楽』」（2019年11月8日 - 17日、ヒューリックホール東京）[16]
  - 2.5次元ダンスライブ「ALIVESTAGE Episode 3『SCHOOL REVOLUTION Hello 神さま 僕はここにいる！』」（2020年4月24日 - 5月6日、ヒューリックホール東京）（全公演中止）
  - 2.5次元ダンスライブ「ALIVESTAGE Episode 3『SCHOOL REVOLUTION Hello 神さま 僕はここにいる！』」（2020年10月29日 - 11月8日、ヒューリックホール東京）[17]
- Zoo-Z the STAGE -コンクリート・ジャングル-（2021年7月7日 - 11日、東京ドームシティシアターGロッソ）- 大平優 役[18]
- 『アニドルカラーズ キュアステージ -Jump to the Future-』（2022年5月27日 - 31日、オルタナティブシアター）- ヨウ 役[19]

### テレビ
- 『ラストキス』（2016年12月20日、TBS）
- 『甘美王～麗しのエンジェル・キッス～』（2022年3月5日、テレビ東京）- 砂東義行 役

## CD

### 『イブステ』シリーズ関連
| 発売日   | 商品名 | キャスト | 歌                                                 |
| 2019年   | 2019年 | 2019年 | 2019年                                             |
| -------- | --- | --- | -------------------------------------------------- |
| 11月29日 | 2.5次元ダンスライブ「ALIVESTAGE Episode 2『月花神楽』」主題歌                                                  | SOARA: 大原空 役：堀田竜成、在原守人 役：石渡真修、神楽坂宗司 役：吉田知央、宗像廉 役：植田慎一郎、七瀬望 役：渡邉響 Growth: 衛藤昂輝 役：塩澤英真、八重樫剣介 役：石川翔、桜庭涼太 役：三谷怜央、藤村衛 役：岩佐祐樹 | 『月花神楽』                                       |
| 11月29日 | 2.5次元ダンスライブ「ALIVESTAGE Episode 2『月花神楽』」～浅葱の章～ 挿入歌                                     | Growth: 衛藤昂輝 役：塩澤英真、八重樫剣介 役：石川翔、桜庭涼太 役：三谷怜央、藤村衛 役：岩佐祐樹 | 『浅葱萌ゆ』                                       |
| 2020年   | | |                                                    |
| 5月29日  | 2.5次元ダンスライブ「ALIVESTAGE Episode 3『SCHOOL REVOLUTION Hello 神さま 僕はここにいる！』」主題歌           | SOARA: 大原空 役：堀田竜成、在原守人 役：石渡真修、神楽坂宗司 役：吉田知央、宗像廉 役：植田慎一郎、七瀬望 役：渡邉響 Growth: 衛藤昂輝 役：塩澤英真、八重樫剣介 役：石川翔、桜庭涼太 役：三谷怜央、藤村衛 役：岩佐祐樹 | 『SCHOOL REVOLUTION Hello 神さま 僕はここにいる!』 |
| 5月29日  | 2.5次元ダンスライブ「ALIVESTAGE Episode 3『SCHOOL REVOLUTION Hello 神さま 僕はここにいる！』」Ver.GREEN 劇中歌 | Growth: 衛藤昂輝 役：塩澤英真、八重樫剣介 役：石川翔、桜庭涼太 役：三谷怜央、藤村衛 役：岩佐祐樹 | 『to the future』                                  |